# Agrostis lazica
Agrostis lazica är en gräsart som beskrevs av Benedict Balansa. Agrostis lazica ingår i släktet ven, och familjen gräs. Inga underarter finns listade i Catalogue of Life.